# Balázs Gyula
Balázs Gyula (Arad, 1895. június 24. – Budapest, 1961. szeptember 7.) magyar orvos, toxikológus, az orvostudományok doktora.

## Élete
Balázs Ferenc és Felicián Katalin fiaként született. 1923-ban a budapesti Pázmány Péter Tudományegyetemen szerzett általános orvosi diplomát, majd a budapesti Szent Rókus Kórház segédorvosa, alorvosa, később klinikai adjunktusa lett. 1932-ben a mérgezések tanából magántanári képesítést szerzett, és 1949-ig a Pázmány Péter Tudományegyetem magántanára volt. 1935-ben a budapesti Horthy Miklós Közkórház, majd a Szent László Kórház, 1949-ben pedig a Korányi Kórház osztályvezető főorvosa lett. 1952-ben az orvostudományok kandidátusa, majd 1958-ban doktora lett.
A korszerű méregtan nemzetközileg is ismert kutatója volt. Elsősorban a heveny ipari és mezőgazdasági mérgezések, valamint a gombamérgezések vizsgálati módszereinek fejlesztésével foglalkozott. Részt vett a mérgekre vonatkozó jogszabályok kidolgozásában is. Több mint száz tudományos publikációját közölték hazai és külföldi szaklapokban, számos tanulmánya a Sammlung von Vergiftungsfragen c. több kötetes kiadványban jelent meg.
Felesége Elekfy Erzsébet orvos, gagybátori Eckerdt Elek pénzügyigazgató, királyos tanácsos és Vértessy Laura lánya, akivel 1931. február 23-án Budapesten, a Józsefvárosban kötött házasságot.

## Főbb művei
- Vegyi harcanyagok által okozott mérgezések kórtana és gyógykezelése (Budapest, 1951; új bővített kiadása, 1952)
- Mérgezések és mérgezettek ápolása (Budapest, 1953)
- A heveny mérgezések kezelése és orvosi elsősegélynyújtása (Budapest, 1955)